# Gastunk
Gastunk (estilizado como GASTUNK) é uma banda de heavy metal e punk rock japonesa, ativa originalmente de 1983 a 1988, reiniciando as atividades em 2010. O slogan do grupo é "Heartful Melody".

## Carreira

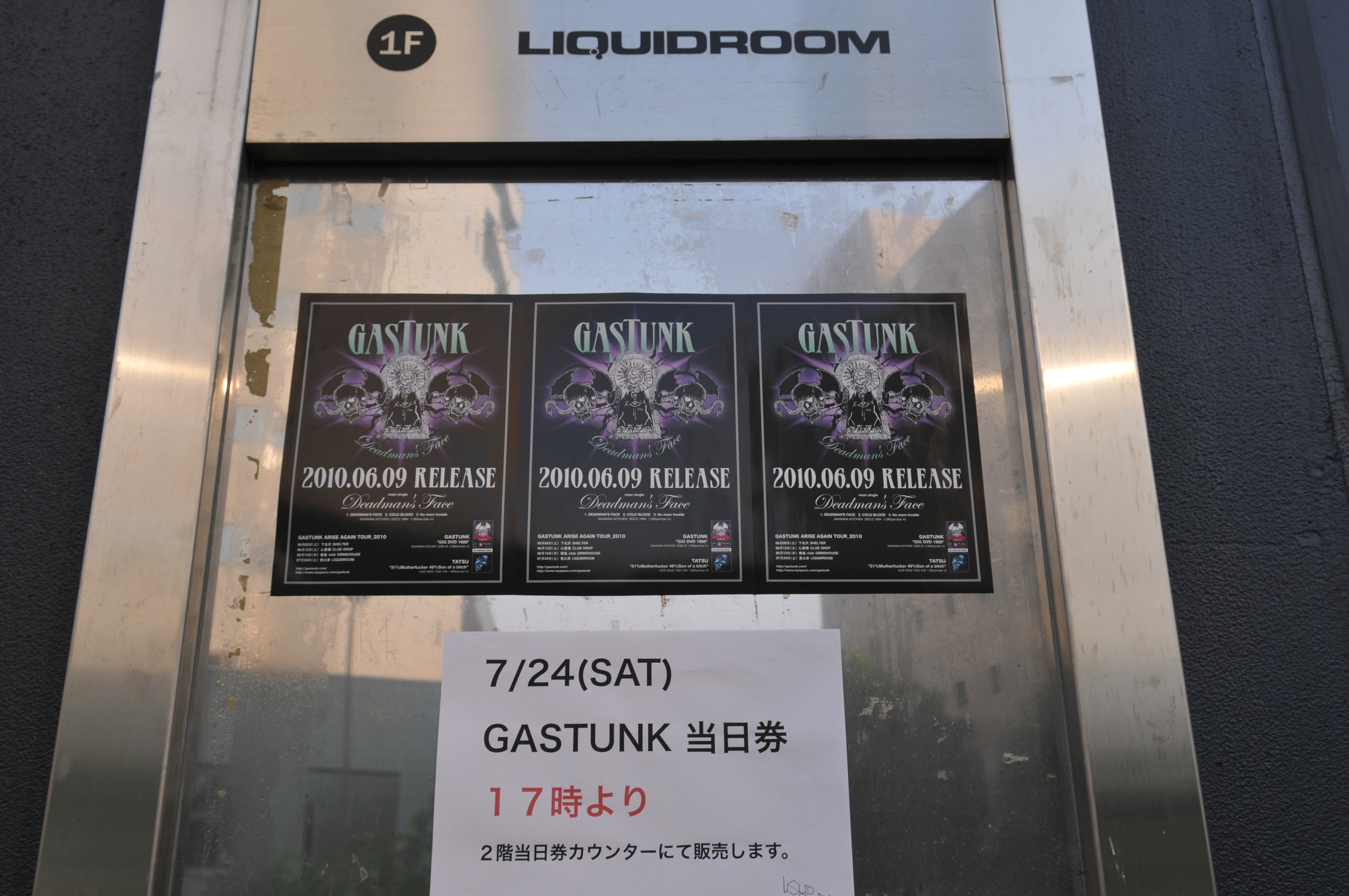
Cartazes de Gastunk ao lado de fora da casa de shows Ebisu Liquidroom em 2010.

Inicialmente uma banda de hardcore punk, Gastunk foi formada em 1983 liderada pelo baixista Baby. O guitarrista Tatsu, que se juntou a banda em 1984, mais tarde lembrou que quando Gastunk fez sua estreia em uma grande gravadora eles foram rotulados como heavy metal pela mídia. Depois de lançarem seu último álbum Mother e se separarem em 1988, reuniram-se em janeiro de 1999 para um show no Akasaka Blitz chamado Rest in Peace em memória de hide, que morreu no ano anterior. Foi gravado e lançado como um álbum ao vivo em novembro daquele ano e mais tarde como um DVD em 2005.
Gastunk se apresentou novamente em 2006 em um evento que comemora o 30º aniversário do Shinjuku Loft, antes de recomeçar oficialmente as atividades em janeiro de 2010. Lançaram o single de três faixas "Deadman's Face" em 9 de junho como seu primeiro material novo em 22 anos.
Após 33 anos na banda, o baterista Pazz deixou o grupo em setembro de 2019. Ele foi substituído por Kei, companheiro de banda de Tatsu no The Deadrocks, em agosto de 2020. Gastunk lançou Vintage Spirit, The Fact, seu primeiro álbum em 33 anos, em 9 de junho de 2021. Em 31 de agosto de 2022, foi anunciado que o vocalista Baki repentinamente decidiu sair do Gastunk. O membros restantes cancelaram os próximos shows já agendados, mas esclareceram que irão continuar em atividade. Em 7 de agosto de 2023, foi anunciado que Kei saiu do grupo e foi substituído por Motokatsu Miyagami do The Mad Capsule Markets e que estão gravando trabalhos novos.
Em outubro de 2024 anunciaram o álbum The Greatest Swell, previsto para 11 de dezembro, e dois shows nos dias 30 de novembro e 1 de dezembro. Gastunk desde então conta com Baby e Tatsu compartilhando os vocais. Motokatsu Miyagami anunciou que deixaria o grupo em 15 de março de 2025.

## Influência
Gastunk foi rotulado como o criador da mistura de metal e punk rock japonês. Eles também foram notáveis por sua estética visual coincidindo com o visual kei, com Baki usando uma pintura facial de branco inspirada em Kiss e Tatsu com cabelos ruivos.
Músicos como Hide, Hyde, Hakuei e Kiyoharu citaram Gastunk como uma influência e/ou expressaram admiração por eles. Morrie do Dead End citou como Baki alternava entre vocais distorcidos e limpos de uma música para outra, influenciando-o no estabelecimento de seu próprio estilo vocal. No início de sua carreira, Aki do Laputa reproduziu o uso de kanjis complexos ou incomuns por Gastunk nas letras. Hyde e Kiyoharu fizeram juntos um cover de "Husk" do Gastunk.

## Membros
- Baby – baixo (1983–presente)[20] vocais (2024–presente)
- Tatsuya "Tatsu" Shinozaki (篠崎辰也) – guitarra (1983–presente) vocais (2024–presente)

Ex integrantes
- Masahiko "Baki" Isowaki (磯脇雅彦) – vocais (1984–2022)
- Naoki – guitarra (1983)[20] faleceu em 2021[21]
- Yutaka – vocais (1983–1984)
- Matsumura – bateria (1983–1986)
- Kill – bateria (1984)
- Shigeru "Pazz" Kobayashi – bateria (1986–1988, 1999, 2006, 2010-2019)
- Kei – bateria (2020–2023)
- Motokatsu Miyagami (宮上元克) – bateria (2023–2025)

## Discografia

### Álbuns de estúdio
- Dead Song (julho de 1985)
- Under the Sun (21 de junho de 1987)
- Under the Sun (versão dos EUA, dezembro de 1987)
- Mother (21 de junho de 1988)
- Vintage Spirit, The Fact (9 de junho de 2021) Posição de pico: N°24[22]
- The Greatest Swell (11 de dezembro de 2024)

### Singles
- "Mr. Gazime" (junho de 1985)
- "Geronimo" (30 de março de 1986)
- "Sunshine of Your Love" (16 de dezembro de 1988) Posição de pico da Oricon Singles Chart: N° 85[23]
- "Counter-Clock Wise" (1988)
- "Dead Song" (1989, na revista Rockin 'f)
- "Deadman's Face" (9 de junho de 2010) Posição de pico da Oricon Singles Chart: N° 128

### EPs
- Gastunk (2 de março de 1985)
- The Vanishing Signs (1 de maio de 1986)
- To Fans (setembro de 1986)
- Midnight Rain (18 de novembro de 1986), Posição de pico na Oricon Albums Chart: N°82 [22]

### Álbuns ao vivo
- The End (21 de fevereiro de 1989) Oricon Albums Chart Posição de pico: N°82[22]
- Rest in Peace (25 de março de 1999)
- Live at Loft 2011 (cassete limitada, 2018)

### Álbuns de compilação
- Heartful Melody (1983-1988) (1994)
- Early Singles (21 de agosto de 2002)